# Den stora maskeraden (musikalbum)
Den stora maskeraden är den sverigefinlandssvenske vissångaren Dan Berglunds tredje studioalbum utgiven av Proletärkultur 1979.
Berglund skrev text och musik till samtliga visor utom "Skeppar'n", "Ballad om en svensk polis" och "Den stora maskeraden". De två förstnämnda tonsattes av Stefan Forssén och den sistnämnde av Georges Brassens. Skivan tog sig inte in på den svenska albumlistan.

## Låtlista
1. "Ombudsmannen" - 2:39
2. "Den stora maskeraden" - 3:03
3. "Ballad om en svensk polis" - 3:51
4. "Visa i skymningstid" - 3:55
5. "En visa om vårt bristande samhällsansvar" - 1:59
6. "Ballad vid minnet av en kamrat" - 4:24
7. "En örgryteyngling" - 5:42
8. "Dekadansen" - 2:12
9. "Ballad om aftonen" - 3:02
10. "Skeppar'n" - 2:28
11. "Kampens väg" - 5:13

## Medverkande
- Dan Berglund – gitarr, sång
- Stefan Forssén – dragspel, flygel
- Anders Jormin – bas
- Peder Källman – gitarr, nyckelharpa
- Lasse Swedlund – trombon

### Fotnoter
1. 1 2  ”Dan Berglund”. Svensk mediedatabas. Arkiverad från originalet den 10 juni 2015. https://web.archive.org/web/20150610131553/http://smdb.kb.se/catalog/search?q=dan+berglund&sort=OLDEST. Läst 25 januari 2013.
2. ↑  ”Dan Berglund”. Hitparad. http://hitparad.se/showitem.asp?interpret=Dan+Berglund&titel=Dan+Berglund+sjunger+Rudolf+Nielsen&cat=a. Läst 25 januari 2013.